# Adriaan Pieter Prins
Adriaan Pieter (Apie) Prins (Heemstede, 3 november 1884 - Amsterdam, 1 juli 1958) was een Nederlands journalist, vertaler en schrijver.

## Levensloop
Apie Prins schreef zijn boek Ik ga m'n eige baan over zijn zwerftochten door de wereld. Deze tochten maakte hij na zijn studie medicijnen, die hij voortijds moest afbreken in verband met de ziekte en het overlijden van zijn vader. Zo werkte hij als tabaksplanter op Cuba en Sumatra, was goudzoeker in Canada en werkte op sinaasappelplantages in Californië. Ook was hij bordenwasser in New York en werkte mee bij de aanleg van een spoorweg in Puerto Rico. In Nederland was Prins in 1928 de oprichter van het tijdschrift Nederland-Nieuw Rusland en werkte hij als redacteur van De Telegraaf. Prins trouwde in 1911 met de advocate en schrijfster Ina Willekes Mac Donald. Samen kregen ze twee kinderen, maar in 1927 scheidden zij. Een van zijn kinderen was schrijfster en dichteres Sonja Prins.

## Werken
Proza:
- Ik ga m'n eige baan (1958)

Vertalingen:
- Irwin Shaw - De jonge leeuwen
- William Faulkner - Ongenode gast
- John Steinbeck - Tortilla Flat (1958)